# Optisk rundgång

Optisk rundgång.
Foto: Profero Grafisk

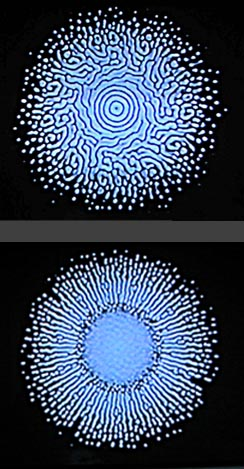
Två skärmbilder
av optisk rundgång.
Foto: Profero Grafisk

Optisk rundgång (eng. optical feedback) är den optiska motsvarigheten till akustisk rundgång. Den optiska rundgången uppstår när man anordnar en kretsgång mellan, till exempel, en videokamera och en monitor. (Ett annat, enklare, exempel är en bild som reflekteras mellan två speglar.)

I exemplen till höger har ett stearinljus placerats mellan en kamera och en monitor. Ljuset har fångats av kameran och sänts vidare till monitorn. Kameran fångar upp ljuset från monitorn och kretsloppet har startat. Stearinljuset kan då släckas, medan ljuset fortsätter kretsloppet, rundgången. De elektriska signaler som går mellan kamera och monitor rör sig med en hastighet nära ljusets och elektronstrålar träffar monitorns fosforpunkter som skapar den visuella bilden. Fosforen (lysämnet) fortsätter att lysa bråkdelen av en sekund efter att den träffats av elektroner och skapar därför en tidsfördröjning. Bilden fångas igen av kameran och sänds tillbaka till monitorn. Beroende på kamerans position i förhållande till monitorn kommer, vid varje varv i kretsloppet, ljuspunkten att förskjutas något, och eftersom varje föregående bildpunkt "hänger" kvar (fosforescens) på monitorns skärm (på grund av ovan nämnda tidsfördröjning) uppstår en sammanhängande bild.
Andra inställningsfaktorer på kamera och monitor, såsom ljusstyrka, kontrast, avstånd, vinkel och vibrationer medverkar till att skapa form och rörelse i bilden. Bilden kan således med försiktig manipulering av dessa parametrar fås att anta intressanta former.
Detta kan jämföras med den akustiska rundgång som kan kontrolleras av, till exempel en gitarrist på en scen framför en högtalare. Rundgången kan i båda fallen bli ett, eller del av ett, konstnärligt uttryck. Dessutom kan båda effekterna kopplas ihop till en gemensam påverkan. Med andra ord kan ljudförändringar styra bildens utformning, och omvänt.